# 雷氏海豬魚
雷氏海豬魚，為輻鰭魚綱鱸形目隆頭魚亞目隆頭魚科的其中一種，分布於東南太平洋的加拉巴哥群島海域，棲息深度可達115公尺，體長可達51公分，棲息在礁石區海域，生活習性不明。